# Ciencia y tecnología en China

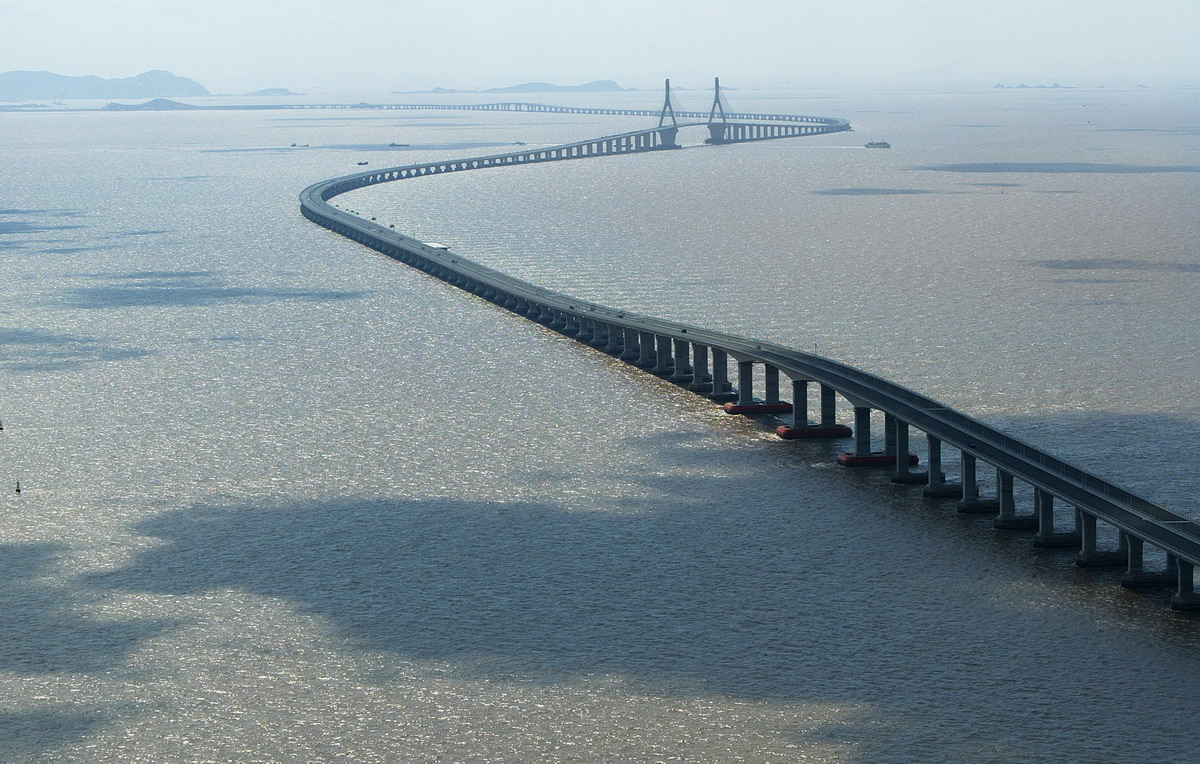
Puente Donghai

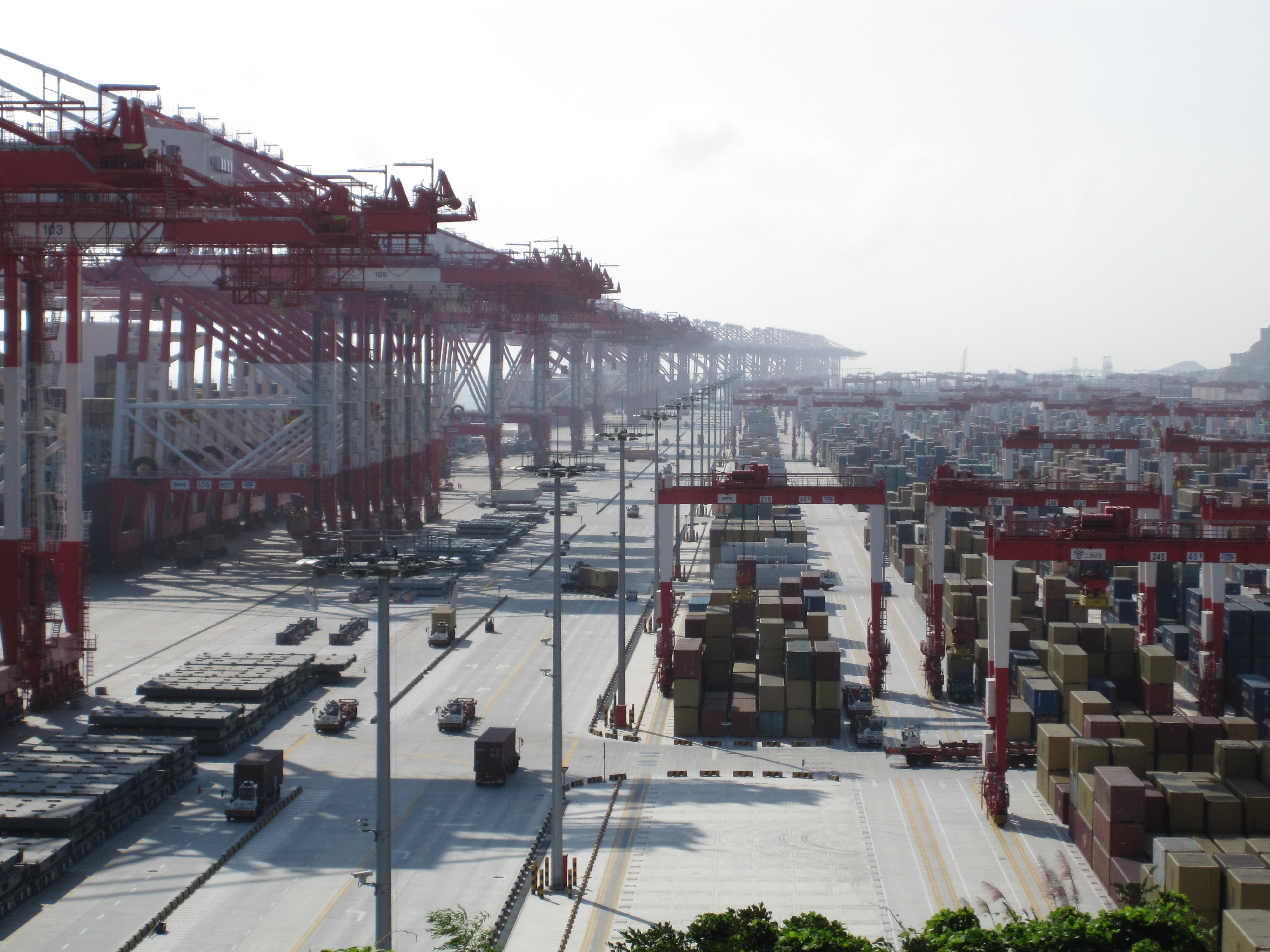
La construcción de infraestructuras ha sido una tarea importante para la ingeniería china durante las últimas décadas. Este es el kilómetro 32.5 (20.2 mi) del Puente Donghai, conectando a Shanghái al puerto de Yangshan– una parte del puerto de Shanghái, el puerto de contenedores más activo del mundo.

En décadas recientes, la ciencia y la tecnología se han desarrollado rápidamente en China. El gobierno chino ha dado énfasis al financiamiento, reforma y a la situación social de la ciencia y la tecnología como parte fundamental del desarrollo socioeconómico del país, así como para el prestigio y orgullo nacional. China ha tenido rápidos avances en áreas como la educación, infraestructura, manufactura de alta tecnología, publicación académica, patentes, y aplicaciones comerciales, y ahora es en algunas áreas y por ciertas medidas, un líder mundial. China está enfocándose cada vez más a la innovación indígena y pretende reformar deficiencias restantes.,,

## Historia

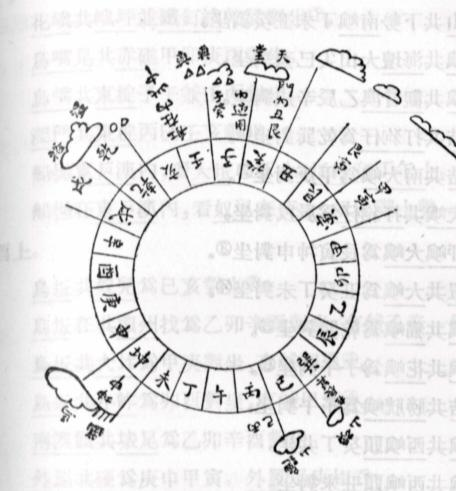
Diagrama de una brújula de la dinastía Ming.

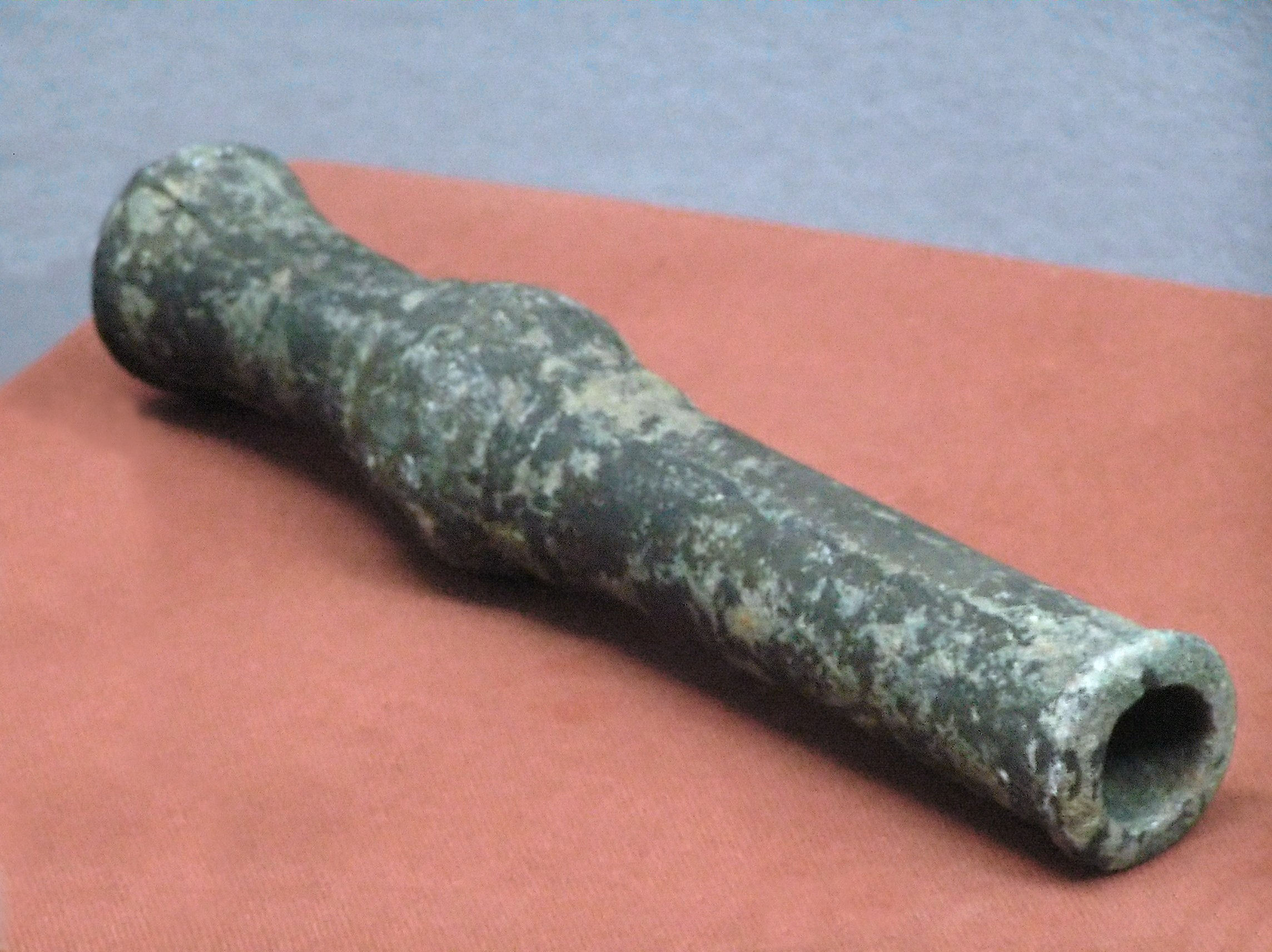
Pistola de la Dinastía Yuan.

China fue líder mundial en ciencia y tecnología hasta los primeros años de la dinastía Qing. Los descubrimientos de China y sus innovaciones, tales como la fabricación de papel, imprenta, la brújula, y la pólvora (los Cuatro Grandes inventos) contribuyeron al desarrollo económico en Asia y Europa. Las actividad científica en China empezó a disminuir en el siglo XIV, a diferencia de los que sucedió en Europa en donde los científicos intentaron llevar las observaciones de la naturaleza a leyes matemáticas y formaron una comunidad escolar con críticas e investigación progresiva. Hubo un incremento en la concentración de la literatura, artes y administración pública mientras que la ciencia y tecnología eran vistas como triviales o restringidas a las aplicaciones prácticas. Las causas de esta Gran divergencia continúan en debate; se argumenta que un factor es el sistema de examen imperial, el cual eliminó los incentivos a los intelectuales chinos para aprender matemáticas o llevar a cabo experimentación.
Después de ser derrotado en varias ocasiones por las naciones occidentales en el siglo XIX, los reformadores chinos comenzaron a promover la ciencia y la tecnología moderna, como parte del movimiento de auto fortalecimiento. Después de la victoria comunista en 1949 la investigación científica y tecnológica se organizó con base en el modelo de la Unión Soviética. Se caracteriza por una organización burocrática dirigida por no científicos, investigación de acuerdo con las metas de los planes centrales, separación de la investigación de la producción, institutos de investigación especializados, concentración en las aplicaciones prácticas y restricciones a los flujos de información. Los investigadores debían trabajar como colectivos para la sociedad y no como individuos que buscan el reconocimiento; muchos de estos estudiaron en la Unión Soviética, la cual también transfirió la tecnología. La revolución cultural, que pretendía eliminar las influencias y actitudes percibidas "burguesas", causó grandes efectos negativos e interrupciones en dicho proceso. Entre otras medidas, se vio a la comunidad científica y a la educación formal atacadas; se enviaron intelectuales a hacer trabajos manuales, las universidades y las revistas académicas fueron cerradas, la mayoría de investigaciones cesaron, y durante casi una década China se entrenó sin nuevos científicos e ingenieros.
Después de la muerte de Mao Zedong, C&T se estableció como una de las cuatro modernizaciones en 1976. El nuevo líder Deng Xiaoping, y arquitecto de la reforma económica china, fue un fuerte promotor de S&T y revirtió las políticas de la revolución cultural. Entonces el sistema de inspiración soviética se reformó gradualmente. Los medios comenzaron a promover el valor de la C&T, el pensamiento científico y los logros científicos. La tercera y cuarta generación de líderes se hicieron casi exclusivamente de antecedentes técnicos.
El Consejo de Estado de la República Popular de China en 1995 emitió la "Decisión sobre la aceleración del desarrollo de C&T", que describió el desarrollo de la Ciencia y Tecnología prevista para las próximas décadas. Se describe a la C&T como la fuerza productiva principal y que afectan el desarrollo económico, el progreso social, la fuerza nacional, y los niveles de vida. La C&T debía quedar estrechamente asociado con las necesidades del mercado. No solo los institutos de estilo soviético debían hacer la investigación, sino también las universidades y la industria privada. Las instituciones del Estado debían formar empresas conjuntas con capital chino o extranjero con el fin de la evolución científica para llegar a la industria. La ciencia y tecnología personal debía tener mayor movilidad profesional, su pago debía estar vinculado a los resultados económicos y la edad y la antigüedad debían ser menos importantes para las decisiones personales. Se debían respetar los derechos de propiedad intelectual. El intercambio de información debía mejorar y no debía haber competencia y licitación abierta en proyectos. El medio ambiente debe ser protegido. La ciencia y tecnología indígena de China en ciertas áreas clave deben ser promovidas en especial. Los funcionarios públicos deben mejorar su comprensión de C&T e incorporarlo en la toma de decisiones. La sociedad, incluidas las organizaciones juveniles del Partido Comunista, los sindicatos y los medios de comunicación deben promover activamente el respeto por el conocimiento y el talento humano.
Durante los últimos 30 años China se concentró en la construcción de infraestructura física tales como carreteras y puertos. Una de las políticas durante la última década ha sido apostar a la transferencia de tecnología con la finalidad de dar acceso a las compañías extranjeras al mercado chino. China está ahora incrementando la focalización a la innovación indígena.

## Tecno-nacionalismo
China, así como otras naciones asiáticas, ve a la ciencia y tecnología como algo vital para lograr las metas en aspectos económicos y políticos y también como prestigio nacional. La falta de propiedad intelectual y la innovación tecnológica autóctona son vistos como problemas nacionales fundamentales. En 2006, Wen Jiabao dijo que “Sin innovación independiente, China sería incapaz de reclamar un lugar igualitario en el mundo o lograr el honor nacional".
A pesar de las reformas económicas chinas, el estado chino, como es el caso de varias naciones asiáticas, continua en gran medida a guiar la economía tanto pública como privada y la investigación por medio de planes nacionales, regulaciones, impuestos y subsidios. El desarrollo y las industrias priorizadas y la investigación están protegidos y guiados. Hay esfuerzos sistémicos para reemplazar tecnología extranjera y las propiedades intelectuales con indígenas. A las compañías extranjeras se les da muchos incentivos para la transferencia de tecnología y para mover R&D a China. Al mismo tiempo las habilidades tecnológicas de las compañías indígenas son respaldadas en muchas formas. La importancia de la gestión de arriba hacia abajo nacionalista en comparación con la importancia de otros factores, tales como la liberación económica, para el rápido progreso de la C&T china es incierta. Hay un potencial de conflicto y oposición, las políticas nacionalistas extranjeras sí los problemas de las compañías extranjeras y naciones se atribuyen a los avances económicos y científicos chinos y a las políticas de nacionalismo chino.
El nacionalismo y los logros nacionalistas se han visto como las justificaciones ideológicas principales y el pegamento social para que el régimen como el Marxismo pierda influencia. Algunos mega proyectos de ciencia y tecnología han sido proyectos trofeo cuestionables hechos con fines de propaganda con el estado chino controlando los medios de comunicación llenos de informes de logros chinos.

## Gasto del producto interno bruto en Investigación y Desarrollo
Entre 2000 y 2008, el gasto del producto interno bruto en investigación y desarrollo (GERD, por sus siglas en inglés) aumento en un promedio de 22.8% anual, lo cual incrementó la cuota del GERD a GDP de 0.9% a 1.54%. China tiene como propósito incrementarlo hasta 2.5% en 2020. En 2008 82.76% fue al desarrollo experimental, 12.46% a la investigación aplicada, y 4.78% a investigación básica. Las empresas comerciales contribuyeron 59.95% al GERD en 2000 y 73.26% en 2008. El gasto en las empresas es predominantemente en el desarrollo experimental.
China busca incrementar el gasto en investigaciones básicas a 15% en 2020.
La firma de investigación "Battelle" estima que los gastos en China para la investigación y desarrollo superará al de Estados Unidos en 2023.

## Instituciones
El Consejo de Estado de la República Popular de China es el órgano administrativo superior en China; inmediatamente por debajo de ella existen varios ministerios y organizaciones de nivel ministerial que participan en diversos aspectos de la ciencia y la tecnología. El Consejo de Estado de ciencia y el grupo líder de educación, formado por los líderes de los órganos principales de la ciencia, intentan organizar la política nacional. La eficiencia de la coordinación general ha sido cuestionada con varias agencias visto al tener misiones coincidentes y rivalidades por los recursos y, a veces participando en la duplicación inútil.
El Ministerio de Ciencia y Tecnología de la República Popular de China, anteriormente la Comisión de Ciencia y Tecnología del Estado, es el órgano principal responsable de la estrategia y la política de la ciencia y la tecnología. También administra los programas nacionales de investigación, zonas de desarrollo de ciencia y tecnología, y la cooperación internacional. El Ministerio de Educación de la República Popular de China supervisa la educación, así como los institutos de investigación en las universidades. Varios otros ministerios, como el Ministerio de Industria y Tecnología de la Información de la República Popular de China, el Ministerio de Salud de la República Popular de China, y el Ministerio de Agricultura de la República Popular de China también están involucrados en la ciencia y tecnología.
La Oficina Nacional de Planificación de Filosofía y Ciencias Sociales dirige la planificación de las ciencias sociales y la filosofía.
La Academia China de Ciencias (CAS, por sus siglas en inglés) es la más prestigiosa organización profesional de ciencia en China con científicos de élite de la misma nación como miembros. Se dirige a muchos institutos de investigación, programas de investigación, programas de formación de postgrado y da consejos influyentes. La Academia China de Ingeniería (CAE, por sus siglas en inglés) da consejos importantes, pero a diferencia del CAS no tiene institutos de investigación de su propiedad. La Academia China de Ciencias Sociales (CASS, por sus siglas en inglés) tiene un papel similar al CAS para las ciencias sociales y la filosofía. También hay muchas academias más estrechas, como la Academia China de Ciencias Pesqueras.
La Fundación Nacional de Ciencias Naturales de China (NSFC, por sus siglas en inglés) da subvenciones a investigadores individuales después de una revisión por pares.
El departamento de armamento del ejército popular de liberación general dirige la investigación y desarrollo militar.
Las organizaciones científicas y académicas nacionales afiliadas a la Asociación China de Ciencia y Tecnología también son fuerzas importantes en la investigación científica y tecnológica.
La investigación es llevada a cabo por institutos de investigación gubernamentales, en las instituciones de educación superior, y por empresas privadas.
Los gobiernos locales han vuelto cada vez más importante en la financiación de la I&D y ahora pueden aportar hasta la mitad de los gastos del gobierno. Una intensa rivalidad para la investigación y la industria de alta tecnología se ha argumentado que crea a veces un exceso de capacidad subvencionada despilfarro, la dispersión de los esfuerzos más centralizados en algunas localidades, y mal juzgados subsidios burocráticos de tecnologías que pronto quedaran obsoletos.

## Programas nacionales
Los programas nacionales de investigación y desarrollo en China incluyen:
- Programa de Tecnologías clave (renombrado en 2006 como  "zhicheng" o Soporte)
- Programa nacional de alta tecnología (863 Program)
- Programa Nacional de investigación básica (973 Program)
- Programa Chispa - Tecnología Rural
- Programa antorcha - Nueva comercialización de tecnología mediante la creación de zonas e incubadoras de alta tecnología especiales
- Programa de laboratorios clave
- Centros de investigación en ingeniería
- Programa del Estado clave y del nuevo producto
- Fondo de innovación para pequeña y medianas empresas
- Proyecto de desarrollo de tecnologías especiales para instituciones de investigación
- Plan de acción para promover el comercio mediante la ciencia y tecnología
- Programa nacional de nuevos productos
- Fondo de transferencia de ciencia y tecnología de agricultura

Los principales programas nacionales reciben entre el 15-20% del gasto público en Investigación y Desarrollo. Ellos financian la investigación, después de un procedimiento de propuesta competitiva, en las universidades, institutos, y empresas. Los proyectos importantes pueden recibir fondos de varios programas. Los programas tienen un gran efecto, pero también se han implicado en escándalos, la corrupción, el fraude, acusaciones de producir trabajos derivados con pocas innovaciones, y la afirmación de ignorar el mérito en la selección de proyectos a favor del amiguismo. China está tratando de mejorar la eficiencia a través de medidas tales como más revisiones por pares y evaluaciones.

## Zonas de desarrollo económico y tecnológico

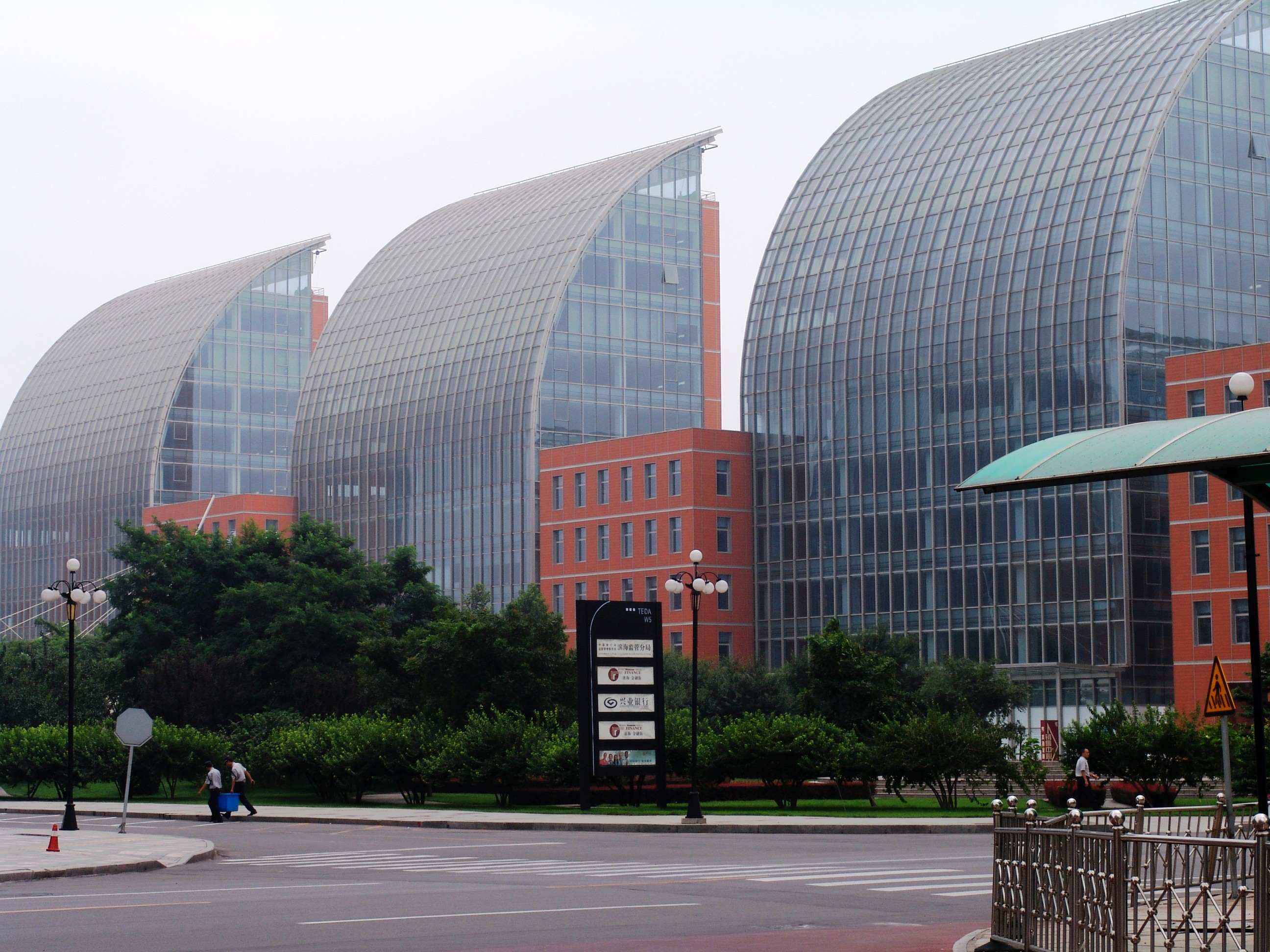
Área de desarrollo económico-tecnológico en Tianjin

Basado en el éxito de las zonas económicas especiales de la República Popular de China, China ha creado zonas de desarrollo económico y tecnológico. Tienen el propósito de la creación de industrias de alta tecnología, la atracción de inversión extranjera, aumentar las exportaciones y mejorar la economía regional. Ellos son considerados por tener mucho éxito y se han expandido desde los iniciales catorce hasta los cincuenta y cuatro.

## Educación y personal de investigación y desarrollo
En la primera participación de los estudiantes chinos en una prueba internacional de evaluación de los estudiantes, el Programa de 2009 para la Evaluación Internacional de Estudiantes, estudiantes de Shanghái de 15 años de edad ocuparon el primer lugar en todas las tres categorías: matemáticas, ciencia y lectura. Los estudiantes chinos calificaron particularmente bien en comparación con otras naciones en matemáticas. Una explicación para los resultados obtenidos por los chinos puede ser el hincapié en la educación y los concursos y el mayor tiempo dedicado al estudio, en parte, debido a la menor participación en actividades tales como deportes. La enseñanza se ha convertido en una ocupación de un estatus más alto. Además, Shanghái industrializada ha hecho importantes reformas educativas, pero pueden no ser representativos para el resto de China. Si bien no hubo evidencia de engaño o problemas técnicos con la prueba, Shanghái, que atrae a muchos inmigrantes del resto de China puede haber permitido particularmente buenos estudiantes para estudiar en la ciudad y los estudiantes pudieron haber sido advertidos de que la prueba era importante para la imagen de China. El director de la OCDE de la prueba, Andreas Schleicher, dijo que se esperaba que los resultados produjeran asombro y que se habían examinado con exactitud por expertos internacionales después de que la OCDE recibiera los resultados de Shanghái. También dijo que los resultados "refutan la hipótesis comúnmente aceptada de que China produce el aprendizaje de memoria" y "grandes fracciones de estos estudiantes demuestran su capacidad para extrapolar a partir de lo que saben y aplicar sus conocimientos muy creativamente en situaciones nuevas".
China se ha convertido en una de las mayores fuentes de todo el mundo para el personal de investigación y desarrollo. Entre 2000 y 2008, el número de ingenieros y científicos aumentó en más del doble a 1,59 millones. En relación con este tamaño de la población sigue siendo bajo en comparación con los principales países desarrollados, como Estados Unidos y Japón, pero la brecha se está cerrando rápidamente. El número de premios de doctorado en ciencia e ingeniería se han multiplicado por diez desde principios de 1990. El número de estudiantes en general en las universidades creció de 1 millón a 5.4 millones durante el período 1998-2007.  Solo en 2009, China produjo más de 10.000 graduados de Ph.D. en ingeniería, y hasta 500.000 graduados de Licenciatura en ingeniería, matemáticas, tecnología de la información y la informática - más que cualquier otro país.
La Liga C9, lanzada como la Ivy League de China, es una alianza de nueve universidades chinas de élite que reciben una gran cantidad de fondos nacionales de investigación y producen una gran proporción de la producción nacional de investigación
Las universidades chinas contribuyen una inusual gran proporción de patentes. Las universidades reciben alrededor de la mitad del gasto en Investigación y Desarrollo de empresas privadas.
Ocho de los nueve miembros del Comité Permanente del Buró Político del Partido Comunista de China tienen títulos de ingeniería.
2,25 millones de estudiantes han estudiado en el extranjero desde 1978. 340,000 estaban estudiando en el extranjero en el año 2011 con un incremento del 20 % respecto al año anterior. En total 818,400 han regresado a China, esto ocurriendo en particular en los últimos años. 186,200 regresaron a China en el año 2011 con un incremento del 38 % respecto al año anterior. China ofrece varios beneficios para los chinos de alto rendimiento educados en el extranjero que regresan a China. Los estudiantes están regresando también por el aumento de las oportunidades de trabajo a diferencia de antes, cuando muchos se quedaron en el extranjero debido a la falta de puestos de trabajo en China. Un estudio de 2009 encontró que solo el 10% de los estudiantes chinos planeaban quedarse en los Estados Unidos debido a las restricciones de visado, miedo a la falta de oportunidades de empleo, y la creencia de que el crecimiento de Estados Unidos va a la zaga de las tasas de crecimiento promedio mundial. 52% creyó que las mejores oportunidades de trabajo eran en China, que estaba en marcado contraste con las encuestas anteriores. 74% consideró que los mejores días de la economía de China estaban en camino, 68% se propusieron iniciar sus negocios.
Cuando regresaron, los estudiantes educados en el extranjero a menudo proporcionaban a la ciencia fundamental y el conocimiento de tecnología, capacidad de gestión, y las capacidades de innovación para la investigación científica y la industria. Los altos directivos en empresas de alta tecnología son a menudo educados en el extranjero.

## Diáspora China
Los chinos de ultramar, como es el caso de otras diásporas y sus países de origen, han contribuido de manera significativa al desarrollo de China. Se les ha visto como un importante canal para traer el comercio, la inversión y la tecnología moderna a China por ambas actividades, comerciales y de cooperación sin ánimo de lucro pública. Mediante el uso de "adquisición de cerebros” para atraer a chinos con alto nivel educativo en el extranjero a regresar a China para trabajo, China ha realizado mejoras significativas en su ecosistema de innovación, aunque hay algunas limitaciones en el grado de que tan sostenible puede ser esta técnica.

## Espionaje Industrial
Uno de los objetivos de la actividad de inteligencia china en el extranjero se alega que es el espionaje industrial, así ganando tecnología militar. También las empresas privadas han sido acusados de espionaje. Las agencias de inteligencia sospechan que miles de empresas occidentales pueden haber sido afectadas por las violaciones de datos que se pueden remontar de nuevo a China.

## Cooperación Internacional
El Centro de Información de Internet de China declaró en un artículo de 2005 que China tiene acuerdos intergubernamentales de cooperación de ciencia y tecnología con 96 naciones, programas cooperativos de ciencia y tecnología con 152 países y regiones, y ha participado en más de 1,000 organizaciones internacionales de cooperación de ciencia y tecnología. Intercambios internacionales de ONGs y actividades de cooperación se han incrementado. La Asociación China de Ciencia y Tecnología y organismos relacionados, así como la Fundación Nacional de Ciencias Naturales de China participó en muchas organizaciones internacionales de cooperación. Los investigadores chinos ocuparon 281 puestos de dirección en los comités de expertos de organizaciones internacionales y llevaron a cabo 293 puestos ejecutivos de mayor nivel socio-director.

## Transferencia de tecnología e investigación y desarrollo por corporaciones multinacionales
A principios de la década de 1980 las empresas extranjeras empezaron a transferir tecnología por parte de los acuerdos de licencia y venta de equipos. Más tarde, en la década de 1980 muchas empresas multinacionales comenzaron la transferencia de tecnología mediante la introducción de empresas conjuntas con empresas chinas con el fin de ampliarse en China. China en la década de 1990 introdujo regulaciones cada vez más sofisticadas de inversión extranjera, por las cuales el acceso al mercado chino fue cambiado para la transferencia de tecnología. La entrada de China en la Organización Mundial del Comercio en 2001 requirió la detención de esta práctica, pero los críticos argumentan que continua. Críticos chinos han argumentado que dicha transferencia de tecnología puede ser útil para ponerse al día, pero no crea nuevas tecnologías de vanguardia.
China ha alentado cada vez más a las empresas multinacionales para crear centros de I + D en China. Críticos chinos han argumentado que la propiedad extranjera de I + D beneficia principalmente a las empresas extranjeras y elimina muchos talentosos investigadores chinos de empresas e instituciones indígenas. Seguidores chinos han argumentado que la I + D extranjera sirve como modelo y estímulo para las empresas indígenas y crea comunidades cualificadas donde el trabajo y el conocimiento pueden fluir fácilmente a las empresas indígenas. En 2010 había 1,200 centros de este tipo de I + D y 400 de los dichos centros de I + D habían sido creados de las empresas Fortune 500. Las empresas han argumentado que esta es una necesidad con el fin de adaptar los productos a las necesidades locales del mercado chino, así como que sea esencial para mantener la competitividad mundial para que utilice los muchos ingenieros y científicos chinos disponibles. China ahora ocupa el primer lugar cuando se pregunta a las empresas multinacionales en qué centros de nación futura de I + D tienen más probabilidades de ser localizados.

## Innovación
Un informe de 2005 reveló graves deficiencias en el sistema nacional de innovación de China. Hubo problemas con los servicios para ayudar a convertir la ciencia y tecnología en resultados de trabajo y la asignación de fondos nacionales para apoyar a la C&T estaba lejos de ser óptima. A veces, los investigadores se dieron cortos de vista si se acercaban demasiado al mercado. Otro problema grave es que las empresas que enfrentan una fuerte competencia pensaron primero en adquirir tecnología extranjera en lugar de invertir en el desarrollo de la tecnología y la capacidad de desarrollo de tecnología en su hogar en China. Muchas de las solicitudes de patentes procedían de medianas empresas (70%) ya que las pequeñas empresas invierten poco en investigación. La jerarquía China, la sociedad de arriba hacia abajo, donde la autoridad es enormemente respetado y temido se ha argumentado para silenciar el debate creativo de China.
China en un informe de 2006 describe las políticas de mejora de la innovación. Se incluyen 20 grandes megaproyectos en áreas como la nanotecnología, microchips genéricos de gama alta, aviones, biotecnología y nuevos fármacos. Esto se combina con un enfoque de abajo hacia arriba en un modelo de Silicon Valley que consiste en pequeñas empresas de nueva creación, capital de riesgo, y la cooperación entre la industria y las universidades.
También se ha argumentado que China es el líder mundial en la fabricación de pequeñas mejoras innovadoras a los diseños existentes. Un ejemplo es la mejora continua en el diseño de fuentes de alimentación haciéndolas gradualmente más pequeñas, menos costosas y más eficientes en la energía. Esto no puede crear productos completamente nuevos o crear titulares, pero puede ser más importante para la creación de empleo.

## Obtención
El gobierno central de China, un gran comprador de productos de alta tecnología, en 2009 propuso controvertidas políticas que exigen que las compañías que las venden promueven la innovación china y que los productos que se venden son libres de propiedad intelectual extranjera.
Las partes más controversiales fueron posteriormente retiradas pero los gobiernos locales chinos siguen utilizando la contratación para fomentar la innovación indígena.

## Propiedad intelectual
La protección efectiva de la propiedad intelectual se ha visto débil. Ha habido un creciente reconocimiento de que esto no estimula la innovación indígena y se han hecho esfuerzos para fortalecer el sistema.
China ha sido acusada de no proteger la propiedad intelectual extranjera y permitiendo tácitamente dichas tecnologías para ser copiadas y afirmar que es propiedad intelectual de China.

## Patentes
China en 2011 se convirtió en la nación con mayor cantidad de solicitudes de patentes. Sin embargo, esto refleja en parte que el gobierno ofrece a las empresas incentivos para presentar solicitudes de patente, independientemente de si finalmente sea concedida. El porcentaje de solicitudes de patentes en China presentadas por empresas chinas aumentó de menos del 52% en 2006 a casi el 73% en 2010. Los datos de la Organización Mundial de la Propiedad Intelectual muestran que las empresas chinas también se han vuelto más importantes con respecto a las patentes en el extranjero, con las empresas chinas ahora estando en los lugares dos y cuatro con respecto al número de solicitudes de patentes presentadas por empresas individuales. China tiene como objetivo transformar la economía de "Made in China" a "Diseñado en China" y de la fabricación por contrato para tener las empresas de marca, con la consiguiente mejora de los márgenes de beneficio.
La proporción relativa de las patentes concedidas es inferior estando China detrás de Japón y los Estados Unidos, cuando se mide el número de patentes concedidas en las oficinas de patentes de los EE. UU., Japón, la Unión Europea, Corea del Sur y China (que juntos administran aproximadamente el 75% de patentes del mundo). Sin embargo, China se otorga en la actualidad aproximadamente el doble de patentes que Corea del Sur o la Unión Europea, mientras que cinco años atrás de China fue concedida por la misma cantidad que cada una de estas regiones.

## Estándares
Para fomentar la innovación y evitar la propiedad intelectual exterior, China ha desarrollado normas técnicas indígenas. Un ejemplo es el estándar TD- SCDMA 3G. Los críticos la han visto como costosa y aplazante de la introducción 3G mientras que los partidarios argumentan que se ha incrementado la capacidad técnica y la experiencia que ha aumentado la competitividad de China en relación con 4G. La Evolución a Largo Plazo por división de tiempo dúplex está siendo implementado como estándar 4G indígenas de China

## Editorial académica
La Real Sociedad en un informe de 2011 sobre la publicación académica afirmó que los trabajos de investigación científica en inglés de Estados Unidos fueron seguidos por primera vez por China, Reino Unido, Alemania, Japón, Francia y Canadá. El informe predijo que China superará a Estados Unidos algún tiempo antes de 2020, posiblemente a principios de 2013. El impacto científico de China, según lo medido por otros científicos que citan los artículos publicados el próximo año, aunque es más pequeño aunque también aumenta. Un análisis de los datos de ISI Web of Knowledge encontró que China ha aumentado su participación en los artículos científicos más citados del 1,85% en 2001 a 11,3% en 2011. En 2014 China podría superar a Alemania y el Reino Unido y ocupar el segundo lugar después de Estados Unidos. La participación de los Estados Unidos se redujo de 64,3% a 50,7% durante el mismo período de diez años.
Un estudio de los estudios de ciencias sociales chinas de 2009 en el Social Sciences Citation Index encontró un aumento lento hasta 1999. El período de 1999 a 2007 vio un aumento muy rápido. Sin embargo, en 2007 China solo aportó el 1,39% de los estudios y la China continental solo superado Hong Kong en 2006. La economía y los negocios tenían una mayor cuota de las ciencias sociales, políticos y de comunicación y la psicología. La baja participación de las ciencias sociales en comparación con las ciencias naturales refleja que se trata de un patrón común en los países asiáticos, que los científicos sociales chinos publican en revistas nacionales no incluidas en el Índice y tienen menos incitaciones de carrera en relación con la publicación en revistas internacionales, y que la ideología del Estado y el control es más importante para las ciencias sociales que en las ciencias naturales. En China las ciencias naturales son administradas por el Ministerio de Ciencia y Tecnología, mientras que las ciencias sociales son administradas por la Oficina Nacional de Planificación de Filosofía y Ciencias Sociales que puede dificultar la colaboración interdisciplinaria.
Los artículos publicados en China en relación con la ciencia media de investigación básica y clínica y un índice por PubMed aumentaron en promedio un 31,2% y un 22% cada año entre 2000 y 2009. Los ensayos clínicos aleatorizados eran aproximadamente 1/3 de los artículos de investigación clínica. Sin embargo, en 2009 esto todavía representaba solo el 1,5% de los artículos de investigación clínica en todo el mundo y el 1,7% de los ensayos clínicos aleatorios en todo el mundo. La educación clínica de investigación para estudiantes de medicina y la participación y el medio de apoyo para los médicos con respecto a la investigación clínica tienen deficiencias.
Ciencia - Metrix, una empresa de análisis de datos de Canadá, predijo que en 2010 China podría publicar tantos estudios de ciencias naturales revisados por especialistas de ingeniería como los Estados Unidos. En 2015 se pronosticó que China publicaría tantos documentos como los EE. UU. en todos los campos. En 2030 se espera que China superare a los EE. UU. en la vida y ciencias sociales.
Hay 8,000 revistas y 4,600 en los campos científicos. Casi todas las organizaciones científicas chinas publican su propia revista. El Gobierno posee o es compatible con la mayoría de las revistas con solo un pequeño número siendo de propiedad privada. El sistema de "publicar o perecer" se ha argumentado para contribuir a muchas revistas y artículos de baja calidad que se citan con poca frecuencia, y también para el plagio y fraude. El gobierno chino ha puesto en marcha una regulación más estricta, castigando o terminado algunas revistas, y tiene como objetivo el control de calidad y el aumento de la evaluación por pares de las revistas, así como para crear cinco a diez grandes grupos editoriales.
Como parte de las reformas, en 2012, la Asociación China de Ciencia y Tecnología, que supervisa 1,050 revistas, en una declaración enumera diversas formas de mala conducta, el plagio, y el fraude, las sanciones por cometer incluyen advertencias escritas, listas negras, ponerse en contacto con la institución del investigador o los organismos de financiación, o de la divulgación pública. También se ha visto un importante incremento a la presión en otras revistas y la información a los editores que pueden no saber que algunas acciones, tales como favorecer investigadores basados en las relaciones personales son inaceptables. China también planea ofrecer incentivos financieros sustanciales a destacadas revistas en función de ciertos factores, tales como su factor de impacto en China e internacional. Se ha cuestionado si esto va a tener un efecto sobre las muchas revistas de mala calidad, que a cambio de ayuda proporciona dinero a investigadores que llenan sus requisitos institucionales para trabajos publicados.

## Empresas de propiedad estatal
Las empresas estatales chinas son propiedad de una variedad de actores tales como los gobiernos locales y agencias gubernamentales. Pueden beneficiarse de ventajas no disponibles para las empresas más pequeñas y más innovadoras que han sido vistas como problemáticas. En 2010 las empresas estatales ganaron muchas licitaciones para proyectos de energía renovable, gracias a esto no tienen que preocuparse por el pago de las inversiones durante varias décadas y podrían ignorar los riesgos y costos. Los propietarios pueden tratar de proteger a sus empresas de la competencia por los reglamentos o de otra manera utilizar su influencia de manera injusta lo cual puede sofocar competidores más innovadores y privados. Las empresas privadas superaron a las empresas de propiedad estatal durante el período 2002-2007 en relación con la rapidez del aumento del gasto en investigación, solicitudes de patentes, y laboratorios de I + D. El número de científicos e ingenieros de investigación aumentó rápidamente en las empresas privadas, mientras que disminuyó en las empresas estatales.

## Corrupción
Preocupados por la corrupción en la ciencia en China, algunos científicos chinos, incluyendo al profesor Liu Ming 刘明 de Zhejiang University en su libro de 2005 Crítica del Sistema de Evaluación Académica 学术 评价 制度 批判, sostiene que la interferencia de los funcionarios del gobierno y burócratas de las Universidades hace a la revisión por pares mucho menos eficaz en China de lo que podría ser. El tiempo que pasan los científicos en el cultivo de las personas con influencia política se pierde para la investigación científica. Liu sostiene que la economía dirigida a la mentalidad de medir todo por el número combinado con penetrantes resultados de interferencia política es una gran pérdida de dinero, talento humano, así como una considerable corrupción en la ciencia china.
Una investigación de 2008 sobre una certificación para empresas de alta tecnología reveló que se permite tener grandes ventajas fiscales entre otras, encontró que más del 70% de las empresas había ganado ésta bajo circunstancias cuestionables y en una investigación de una muestra se encontró que el 73% no pasó los requisitos.

## Premios
Los premios del Estado de Ciencia y Tecnología, incluyendo el Premio de Ciencia y Tecnología del Estado preeminente, son el más alto honor de la República Popular China en la ciencia y la tecnología, con el fin de reconocer a los ciudadanos y organizaciones que han hecho contribuciones notables a los avances científicos y tecnológicos, así como promover el desarrollo de la ciencia y la tecnología.

## Áreas específicas

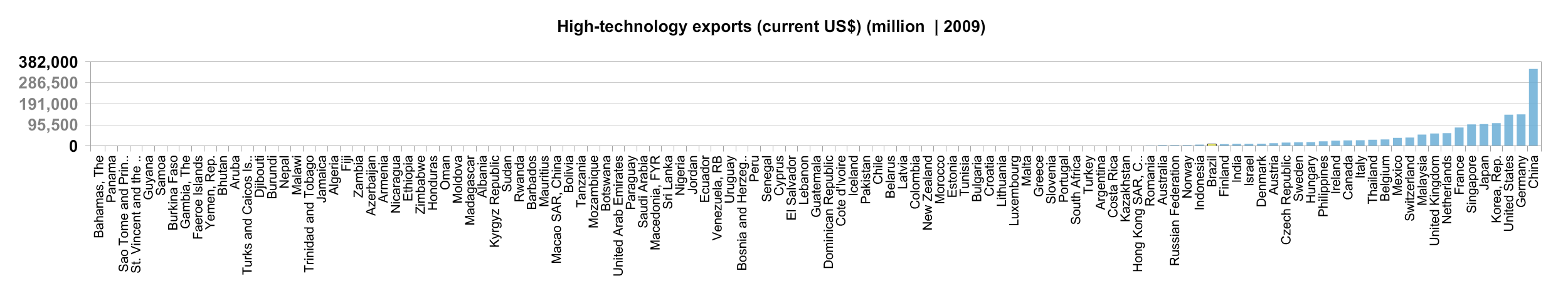
Valor en dólares de las exportaciones de alta tecnología por país en 2009. El valor de las exportaciones de alta tecnología china fue más del doble que en otras naciones.

### Tecnologías de la información y Electrónica
En 2009 China, fabricó 48,3% de las televisiones de todo el mundo, el 49,9% de los teléfonos móviles, el 60,9% de los ordenadores personales, y el 75% de los monitores LCD. Los componentes electrónicos autóctonos hechos en China se han convertido en una importante fuente de crecimiento reciente. La industria del software de China en el año 2010 tenía una participación superior al 15% en el mercado de software y servicios de información del mundo y había estado creciendo en un promedio de 36% cada año durante la década anterior. Las empresas de TI chinas han ido abandonando los derivados de servicios estrechos y productos para tener una gama completa. China, con el apoyo activo del gobierno chino, es un pionero en la tecnología de Internet de las cosas.
De acuerdo con el Centro de Información de Red de Internet de China había 505 millones de usuarios de Internet en noviembre de 2011. 37.7% de la población eran usuarios de Internet. El número de usuarios de microblogs había aumentado en más de 100 millones durante los últimos seis meses a más de 300 millones.
En el año 2011 el 23% de los usuarios de Internet del mundo eran chinos, que era más del doble de la proporción de cualquier otra nación. China en 2012 tuvo como objetivo duplicar su mercado de comercio electrónico en 2015 y convertirse en el más grande del mundo.
En 2012 China superó los mil millones de cuentas de telefonía móvil, aunque el número de usuarios es probablemente menor, ya que la misma persona puede estar usando varias cuentas. 100 millones de cuentas se habían añadido desde el año anterior. El número de cuentas de 3G casi se duplicó a 144 millones. El número de abonados de línea fija se redujo a 284 millones.

### Supercomputación
La Supercomputación en China se ha expandido rápidamente. La Supercomputación afecta a la posibilidad de hacer la investigación de vanguardia en muchas áreas como el diseño de productos farmacéuticos, criptoanálisis, exploración de recursos naturales, los modelos climáticos, y la tecnología militar. En 2011 China tenía 74 de los 500 mayores superordenadores mientras que una década antes no tenía ninguno. China está desarrollando la capacidad de fabricar los componentes en el país y planea ser el primero en construir un superordenador exascale. China también podría estar planeando crear supercomputación mucho más potente distribuida a gran escala mediante la conexión de sus centros de cálculo juntos. Tianhe-1 fue por un periodo en 2010-2011 el superordenador más rápido del mundo.
En junio de 2013, Tianhe-2, el sucesor de Tianhe - 1, retomó la corona de nuevo.

### Semiconductores
La industria de los semiconductores de China tiene, a pesar del gran apoyo gubernamental, muchos problemas en áreas tales como nuevos diseños innovadores. Esto puede ser debido a factores como el apoyo del gobierno estatal y local tan mal guiado para las tecnologías obsoletas y los esfuerzos dispersos geográficamente, que carecen de la formación de ingenieros, y la escasa protección de la propiedad intelectual. Esto puede cambiar por factores como un nuevo énfasis en los mecanismos de mercado en lugar de apoyo directo, concentración de esfuerzos, el retorno de los chinos que han estudiado en el extranjero, aumento de la presión sobre las empresas extranjeras a transferir tecnología, estándares tecnológicos chinos indígenas, y el aumento de la demanda para la tecnología indígena en el mercado local.

### Herramientas de máquina
El desarrollo de herramientas de máquinas avanzadas, tales como herramientas de máquinas de control numérico por computadora, son vistas como una prioridad y son apoyadas por el gobierno chino. China es el principal productor y consumidor de máquinas-herramienta del mundo. Un informe del gobierno de Estados Unidos del 2010 indicó que los controles de exportación de Estados Unidos de cinco máquinas de herramientas avanzadas con ejes eran ineficaces debido a las capacidades técnicas de los fabricantes chinos y taiwaneses.

### Robótica
En algunas regiones, como el río Perla Delta, los fabricantes tienen problemas con la escasez de mano de obra, el ascenso de salarios, y con las altas expectativas con respecto al trabajo de los jóvenes con mayor nivel educativo. Esto ha aumentado la demanda de robots industriales. En 2014 se pronosticó que China ocuparía el quinto lugar en cuanto al número total de robots instalados y que se ocuparía el primer lugar en cuanto al número de nuevos robots instalados.

### Textiles
China en 2012 produjo más de un tercio de las importaciones de ropa del mundo, pero el porcentaje ha ido disminuyendo en los últimos años debido a la baja tecnología y la producción de mano de obra que se ha trasladado a regiones como el sudeste de Asia y Europa del Este.

### La minería y la industria de tierras raras

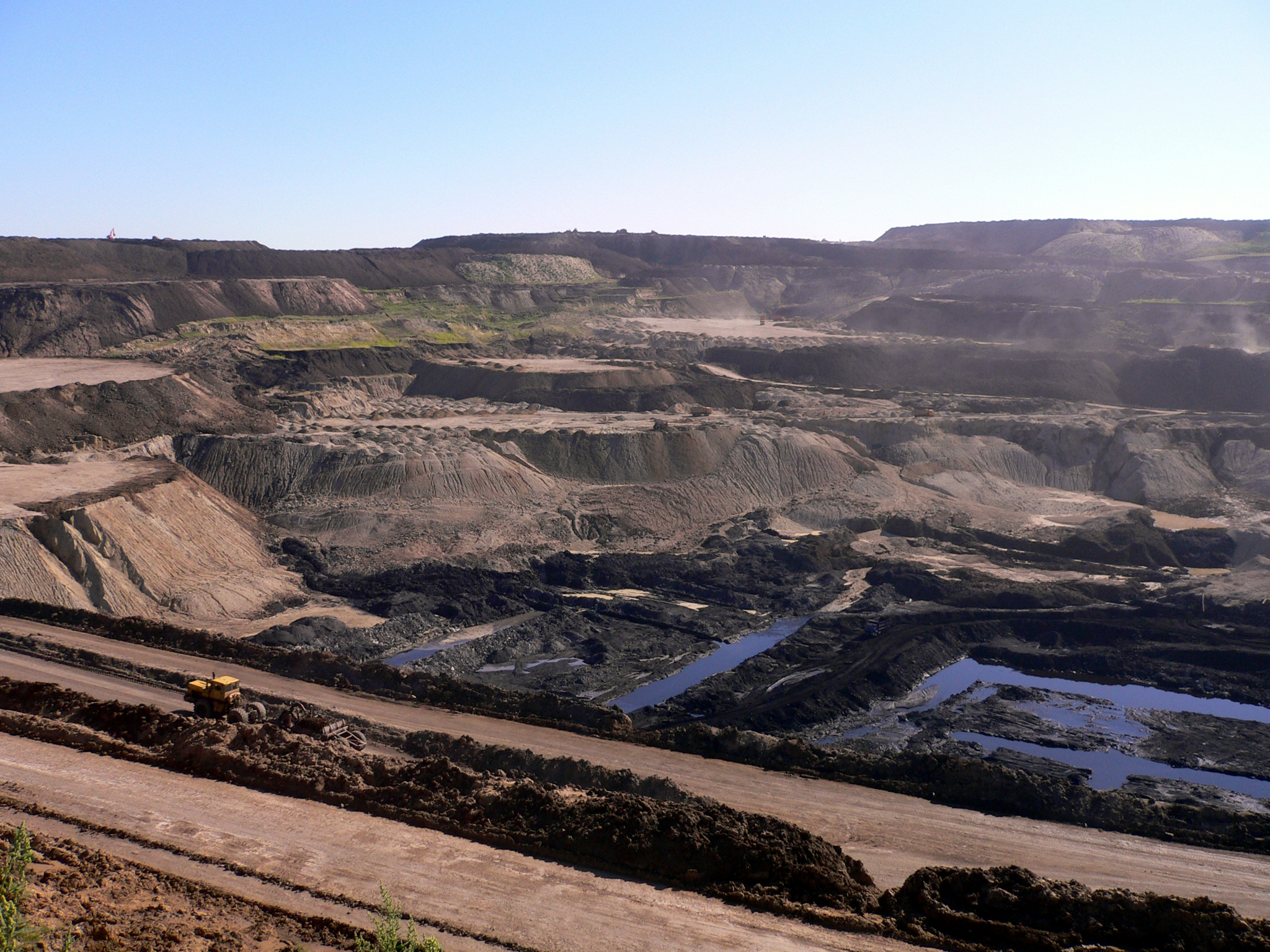
Mina de carbón en Inner Mongolia.

El director de la firma de asesoría del Eje de Beijing Lilian Luca, en 2010 indicó que China se estaba convirtiendo en un líder mundial en tecnología de la minería. Las soluciones tecnológicas se concentraron inicialmente en el logro de la producción masiva de bajo costo, pero se ha puesto mayor énfasis en temas ambientales y de seguridad pues se refleja una mayor preocupación en China con las cuestiones ambientales. China ya era un líder mundial en ciertas áreas tales como elementos extraños. China ha impuesto cuotas de exportación de tierras raras, el 95% de las cuales se extraen en China, citando las cuestiones ambientales, pero ha sido acusado de querer obligar a la industria de alta tecnología utilizando elementos de tierras raras para mover hacia China.
Encontrar los elementos de tierras raras es solo el primero, y algunos argumentan, el paso más sencillo. Otros pasos hacia la fabricación como la refinación son controlados por China y Japón, con el anteriormente dominante Estados Unidos que han perdido todos sus productores y gran parte de su capacidad tecnológica fundamental con el número de científicos e ingenieros en el área dramática en disminución.

### Ciencia de los materiales y nanotecnología
Un estudio de 2012 encontró que el porcentaje de artículos académicos sobre la nanotecnología de China ha aumentado de al menos el 10% en 2000 a casi un cuarto en 2009, y había superado a Estados Unidos con la primera posición. Sin embargo, China era menos influyente en las tres revistas más importantes con respecto a las citas. China fue aumentando su participación en revistas de impacto. China fue el segundo lugar en las patentes recibidas. Las normas nacionales y los órganos de supervisión se habían creado.

### Químicos

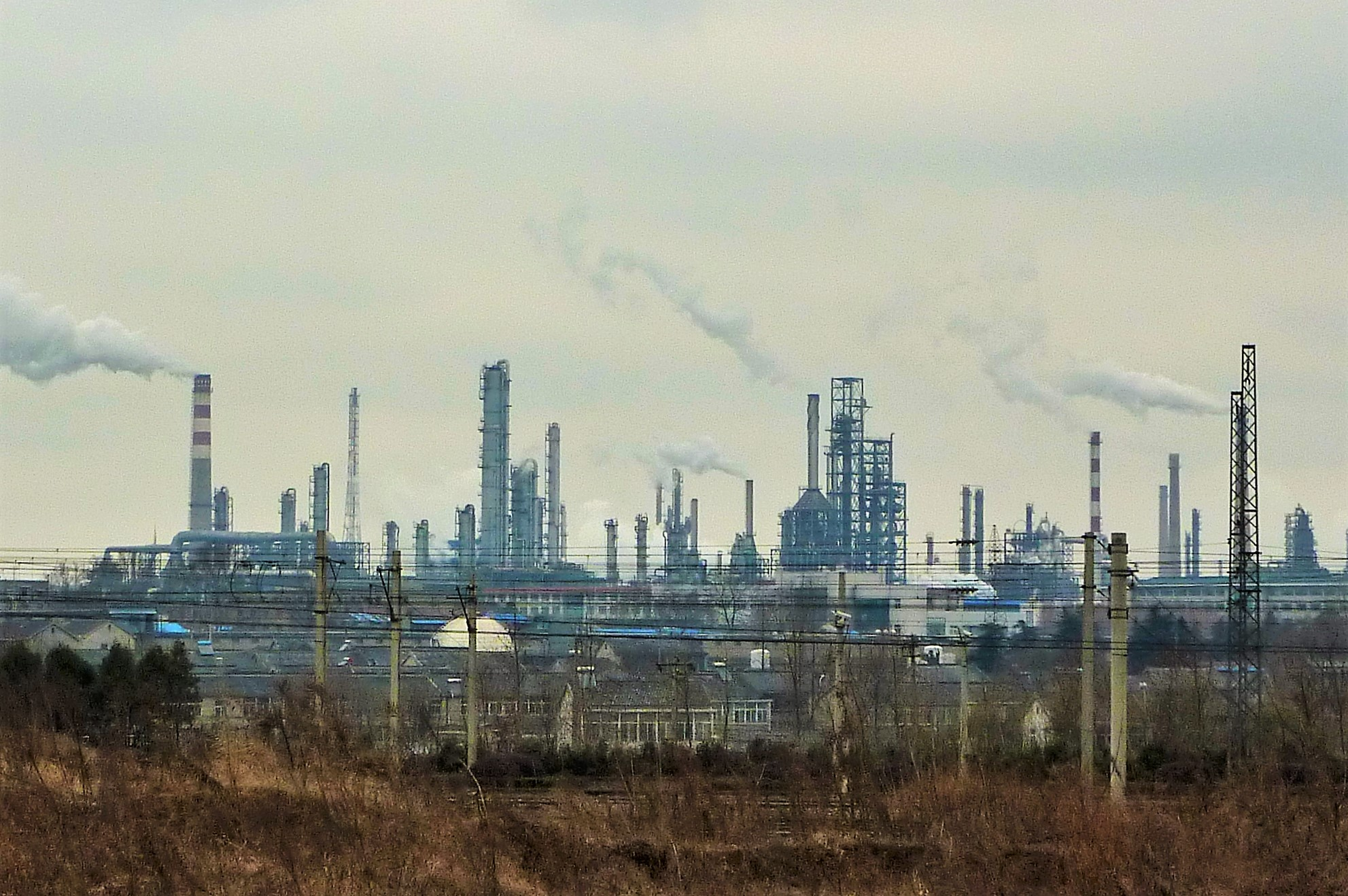
Refinería de petróleo en Jinling, Nankín.

KPMG en 2010 predijo que la industria química china se convertirá en el mayor productor del mundo para el año 2015. El gobierno chino tiene como objetivo hacer de China autosuficiente con respecto a los productos petroquímicos y plásticos, con la excepción de la materia prima en bruto de petróleo y gas. La industria china está aumentando la investigación y desarrollo con el fin de crear productos de mayor valor utilizando la tecnología más avanzada. Otro desarrollo cada vez mayor es el enfoque en las preocupaciones ambientales y la tecnología de las energías renovables.

### Agricultura
Hay una falta de tierras cultivables y agua lo que significa que solo la nueva tecnología puede aumentar la producción de la agricultura china. Es por ello que el expresidente Jiang Zemin ha llamado a una "nueva revolución en la ciencia y la tecnología agrícola". Las restricciones y reglamentos relativos a los alimentos modificados genéticamente se introdujeron o propusieron después de la preocupación pública generalizada. China ha estado comprando millones de animales de cría extranjeros, así como gran cantidad de semen y embriones de ganado extranjeros con el fin de mejorar rápidamente la genética de la ganadería china. Los métodos agrícolas más avanzadas tales como el aumento del uso de pesticidas ha contribuido a las preocupaciones con respecto a la inocuidad de los alimentos en China.

### Pesca y acuicultura

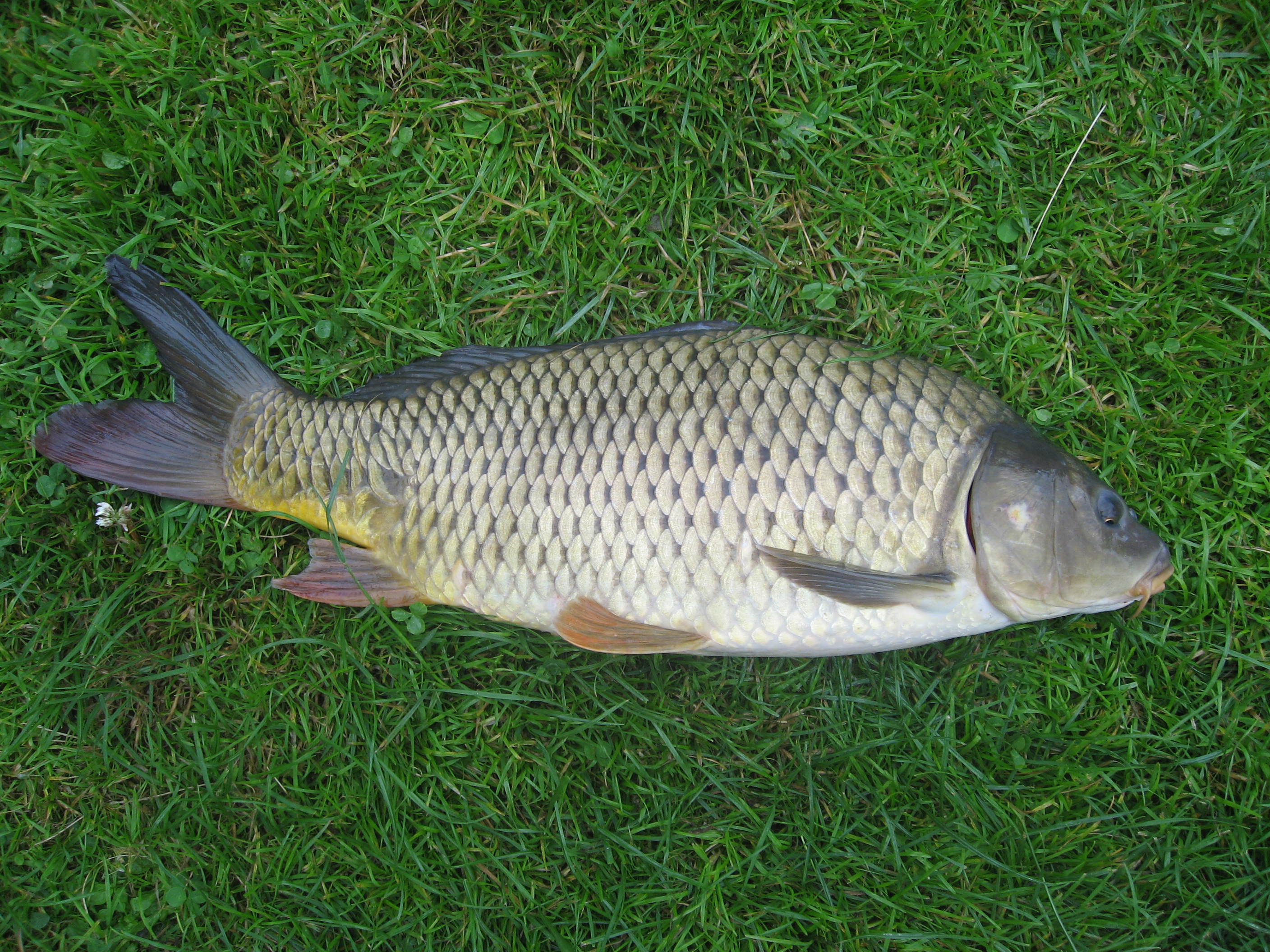
Carpa común (Cyprinus carpio).

En 2008 la industria pesquera en China representó el 34% de la producción mundial. La acuicultura en China tenía más del doble de la salida de la pesca de captura y aportó el 62,3% de la producción global de la acuicultura. El rápido crecimiento de la acuicultura se debe en parte a la investigación china así como a la cría artificial de carpas.

### Biotecnología y genética
El Monitor Group, en un informe de 2010, predijo que China dentro de una década se convertirá en el líder mundial en el descubrimiento y la innovación en las ciencias de la vida. Algunas investigaciones son vistas con menos polémica en China que en otros lugares, tales como la investigación sobre las causas genéticas de la inteligencia. BGI, anteriormente Instituto de Genómica de Beijing, se ha descrito que tiene las mayores instalaciones de secuenciación de ADN de todo el mundo.
La investigación de células madre y tratamientos con células madre son menos controversiales en la cultura china, la cual ha apoyado la investigación china, así como el turismo médico a China con el fin de recibir terapias experimentales y con frecuencia no probadas. En 2012 una ofensiva regulatoria se instituyó lo que puede aumentar la capacidad de la industria china para obtener la aprobación para la venta de futuras terapias a otras naciones.
De manera más general, China tiene como objetivo y ha hecho progresos para convertirse en un líder mundial en la medicina regenerativa, que también incluye áreas como la ingeniería de tejidos y terapia génica.
China en 2011 indicó que la biotecnología (incluyendo biofarmaceutica, ingeniería biológica, la agricultura biológica y biomanufactura) era una prioridad importante para la inversión en ciencia y tecnología. La biotecnología se utiliza para mejorar el desarrollo económico, así como para mejorar la protección del medio ambiente de China, la nutrición, la salud y la medicina. Los gobiernos de China esperan que la biotecnología agregue 1 millón de puestos de trabajo durante el período 2011-2015.

### Farmacéuticos y tecnología médica

Fármaco antimalárico artemisinina desarrollado por científicos chinos con la herbolaria tradicional china.

Merrill Lynch en 2011 predijo que China se convertirá en el segundo mayor mercado farmacéutico del mundo en 2013 y el más grande en 2020. El director ejecutivo de Hoffmann-La Roche en 2012 declaró que muchos científicos chinos de ciencias de la vida tuvieron que salir de China, pero que muchos ahora regresarían a una situación a menudo mejor que en Occidente con respecto a los laboratorios, la financiación y el apoyo político para la industria. Los medicamentos falsificados han causado una serie de escándalos, además de ser un problema para el desarrollo de fármacos, las autoridades han aumentado las regulaciones y su aplicación.
Un informe de 2011 por PwC declaró que una década antes China apenas tenía ninguna presencia en la industria de la tecnología médica, pero sus capacidades habían ido en rápido crecimiento. China bien podría llegar a ser más importante que Europa en 2020.

### Problemas ambientales
La rápida industrialización ha ido acompañada de muchos problemas ambientales y la creciente contaminación en China. Una parte de la respuesta china implica una tecnología avanzada, como requisitos de la red ferroviaria de alta velocidad y alta eficiencia de combustible más grandes del mundo para vehículos. China está expandiendo rápidamente su reducción de emisiones de los sistemas de tratamiento de aguas residuales y los sistemas de las plantas de energía. Debido a la crisis del agua de China, así como para futuras exportaciones, China está construyendo sus capacidades tecnológicas de desalinización y los planes para crear una industria local. Algunas ciudades han introducido programas y tecnologías de conservación y reciclaje de agua extensa.

### Generación de energía y transmisión
A medida que China se industrializa rápidamente el consumo de energía y la generación de energía también están aumentando, así como la investigación sobre estos temas.
Se prevé que el carbón siga siendo la fuente de energía más importante en el futuro cercano, China se ha visto como el líder mundial en tecnología de carbón limpio. En 2009 se esperaba que China se convirtiese en el mayor inversor del mundo en tecnologías de energía renovable.
La energía nuclear está prevista para ser expandida rápidamente en China, al querer maximizar la autosuficiencia en la fabricación de tecnología de reactores nucleares y su diseño, aunque también se anima a la cooperación internacional y la transferencia de tecnología. Los reactores de agua presurizada avanzada tales como la RCP - 1000 y el AP1000 son la tecnología dominante en un futuro próximo. Más tarde reactores de temperatura muy altas, tales como reactores de lecho de guijarros, serán una prioridad. A mediados de siglo los reactores de neutrones rápidos serán vistos como la principal tecnología.
China en 2012 tenía la intención de gastar $100 millones de dólares en tecnología de redes inteligentes durante los próximos cinco años, para instalar 300 millones de contadores inteligentes antes de 2016, y convertirse en el líder mundial en la transmisión de energía eléctrica.
La transmisión de ultra electricidad de alto voltaje en China se está introduciendo con el fin de reducir las pérdidas de transmisión

### Transporte
La infraestructura de transporte continúa desarrollándose rápidamente. El Sistema Nacional de Carreteras del tronco fue estimado en 2011 para superar el sistema interestatal de Estados Unidos en longitud. Muchos chinos tienen o están planeando la construcción de los metros u otras formas de transporte rápido

### Trenes

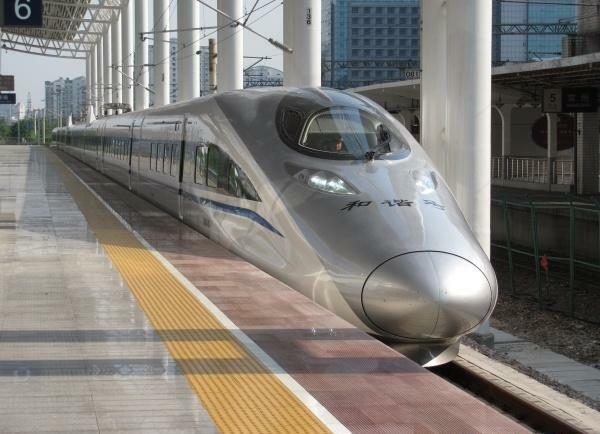
Diseño chino CRH380A.

BBC escribió en un artículo de 2011 sobre el tren de alta velocidad en China, pues en 2005 China no tenía ferrocarriles de alta velocidad. En 2010 había más que en Europa y se esperaba que en 2012 China tuviese más que el resto del mundo combinado. China exigió que las empresas extranjeras que deseaban participar tenían que compartir su tecnología. 10,000 ingenieros y académicos chinos, en tres años produjeron el tren de alta velocidad más rápido de China. China está exportando a otras naciones. La red de trenes de alta velocidad ha sido criticada en los medios estadounidenses como un megaproyecto de estado cuestionable destinado a aumentar el orgullo y el crecimiento nacional, pero que tiene problemas como la corrupción, la calidad de construcción, la seguridad, la baja utilización debido a los altos precios de las entradas, y los altos costos.

### Vehículos de motor
La industria del automóvil en China es la principal siendo el mayor productor del mundo de vehículos de motor.
Sin embargo, las empresas de automóviles indígenas de China han tenido dificultades en el mercado mundial y el creciente mercado de vehículos eléctricos ha sido visto como la manera de remediar esto. China en 2010 propuso una polémica legislación que obliga a los productores extranjeros de vehículos eléctricos a formar empresas minoritarias conjuntas y compartir tecnologías con los fabricantes de automóviles chinos con el fin de obtener acceso a los mercados.
Un informe de 2011 financiado por el Banco Mundial indicó que China se estaba convirtiendo en el líder mundial en vehículos eléctricos.

### Aviones comerciales
El fabricante Comac aeroespacial estatal tiene como objetivo reducir la dependencia china de las empresas extranjeras de aviones de pasaje de gran tamaño el futuro C919 pretende ser completamente fabricado en China.

### Construcción naval
En 2009-2010, China pasó a ser el mayor astillero del mundo, pero Corea del Sur recuperó la primera posición en 2011, en parte debido a la tecnología más avanzada. China está desarrollando sus capacidades tecnológicas y se espera que la competencia aumente.

### Entretenimiento
La industria de la animación china y el acceso a la última tecnología, como la tecnología de imágenes generadas por ordenador en 3D, con el apoyo activo del gobierno chino y se ha incluido en la última planificación nacional. En parte, esto puede ser debido a un deseo de aumentar el poder blando chino. La misma tecnología que en Hollywood se encuentra disponible y mucha posproducción se subcontrata a China. La creatividad artística indígena con éxito es vista como un problema y puede ser restringida por factores tales como la producción destinada a conseguir el patrocinio del gobierno en lugar de la aprobación del público, la censura, y algunas líneas de la historia sobre la base de la cultura china no es muy atractiva para el público extranjero. DreamWorks Animation, que es una empresa conjunta con empresas chinas, pondrá en marcha un estudio en Shanghái que pueden llegar a ser más grande que DreamWorks HQ, en parte para evitar que las restricciones de cuotas de películas extranjeras con China, y ahora está a una década de haber sido predicha convertirse en la más grande de mundo del cine y el entretenimiento del mercado. Disney también ha entrado en una asociación con el fin de contribuir al desarrollo de la industria de animación china.
El Instituto de Investigación de China de Cine de Ciencia y Tecnología y el Grupo de corporación de filmes China se desarrollaron en 2012 y pusieron en uso comercial el formato de película cinematográfica DMAX así como las tecnologías asociadas. Se ha descrito como un competidor para IMAX y ha de sentar las bases de la tecnología de proyección de cine chino usando la tecnología china indígena y la propiedad intelectual.

### Investigación polar
La Administración del Ártico y la Antártida Chino (CAA, por sus siglas en inglés) organizan el programa científico de China en el Ártico y en la Antártida. La investigación polar de China, en particular, en la Antártida, ha estado creciendo rápidamente en China ahora tiene tres estaciones de investigación antártica y una en el Ártico en Svalbard.

### Exploración en aguas profundas
China está desarrollando sus capacidades de exploración en aguas profundas, con el sumergible Jiaolong, tiene miras a futuras aplicaciones tales como minería en alta mar.

### Ciencia espacial

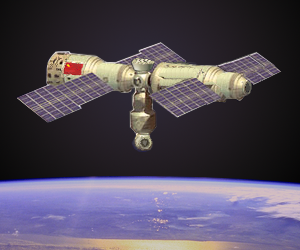
Estación espacial china, dibujo de artista, c. 2005.

El programa espacial chino es una importante fuente de orgullo nacional. En 1970 el primer satélite chino, Dong Fang Hong I, se puso en marcha. En 2003 China se convirtió en el tercer país en enviar seres humanos al espacio de forma independiente con los vuelos espaciales de Yang Liwei a bordo del Shenzhou 5. En 2008 China llevó a cabo la caminata espacial de la misión Shenzhou 7. En 2011 Tiangong - 1 fue lanzado, el cual fue el primer paso hacia una estación espacial china para el año 2020. El programa de exploración lunar chino activo incluye un vehículo lunar en 2013 y, posiblemente, un aterrizaje lunar tripulado en la década de 2020. La experiencia adquirida con el programa lunar será utilizado para programas futuros, tales como la exploración de Marte y Venus.
China planea lanzar 5 satélites comerciales para clientes extranjeros en 2012 y tiene como objetivo captar el 15% del mercado de lanzamientos comerciales y el 10% del mercado de exportación de satélites en 2015. En 2011 China puso en marcha un total de 19 cohetes, que fue el segundo después de Rusia.
El telescopio esférico de apertura de quinientos metros se estima que se completará en el 2016 y será el mayor radiotelescopio del mundo.

### Tecnología militar
Un ejemplo de la nueva tecnología militar china es el antibuque de misiles balísticos DF- 21D que al parecer ha contribuido a un cambio rápido e importante en la estrategia naval estadounidense. China está desarrollando armas antisatélite y planes para hacer que el sistema de navegación Beidou sea mundial en 2020.
Otras nuevas tecnologías incluyen el desarrollo chino contra misiles balísticos, el avión de combate de quinta generación Chengdu J -20, y posiblemente armas de pulso electromagnético. Los satélites de reconocimiento chinos, de acuerdo con un informe de 2011, son casi iguales a los de los Estados Unidos en algunas áreas en las que China tenía casi ninguna capacidad una década antes.
Pese al aumento de los gastos de defensa, la cuota de importación del mundo de los brazos de China está cayendo rápidamente, en parte reflejando el aumento de las capacidades de la producción militar indígena. China también está desarrollando las capacidades militares de proyección de poder, como a través del programa de portaaviones chinos y el muelle de transporte anfibio Tipo 071.
Del 15-28 % de los gastos gubernamentales de I + D puede ir a la investigación militar de acuerdo con algunas estimaciones no oficiales. El sector de la defensa de China sigue siendo casi totalmente propiedad del Estado, pero la producción de equipo militar se ha reorganizado en entidades corporativas que permitan una competencia limitada y el sistema de patentes de defensa ha sido reformada para permitir una mayor recompensa a las empresas innovadoras y los individuos. La estructura organizativa se ha despojado de aplicaciones civiles, mientras que al mismo tiempo la cooperación con el sector civil se ha incrementado y el estado apoyado la investigación civil a veces tienen aplicaciones de doble uso.
Los motores a reacción de China siguen siendo un ámbito problemático que ha causado preocupación en los más altos niveles de China que sigue siendo en gran parte dependiente de las importaciones de los fabricantes extranjeros. Una posible explicación es la continua fragmentación de estilo soviético de la línea de investigación y producción en muchas unidades aisladas que tienen poco contacto entre sí, causando problemas con la estandarización global, integración y control de calidad. Más problemas de este tipo pueden ser la duplicación de esfuerzos, la dispersión de los esfuerzos y la competencia improductiva por los problemas de patrocinio causando problemas tales como informes deshonestos de problemas. Los motores a reacción de alta precisión pueden ser particularmente sensibles a los problemas de calidad acumulados.